# Véres játék 3.
A Véres játék 3. (eredeti cím: Bloodsport III) 1997-ben videón megjelent amerikai harcművészeti film, a Véres játék-filmek harmadik része. Az előző részhez hasonlóan Alan Mehrez rendezte, a főszerepben ismét Daniel Bernhardt látható. James Hong, Pat Morita és a harcművész Hee Il Cho mellékszereplőként tér vissza a második részből, illetve új szereplőként John Rhys-Davies is megjelenik a filmben.
A filmet egy folytatás követte: az 1999-ben szintén csak videón kiadott Véres játék 4. történetileg nem kapcsolódik az előző részekhez, és Bernhardt is más szerepben tűnik fel benne.

## Rövid történet
Az előző rész főszereplője személyes bosszúvágytól hajtva ismét részt vesz egy harcművészeti tornán, eddigi legveszélyesebb riválisa ellen szállva ringbe.

## Cselekmény
A filmben Alex Cardo fiának, Jasonnek mesél élete egyik korábbi szakaszáról.
Alex Cardo Indiába utazik és egy kaszinóban megkísérel megakadályozni egy rablást, legyőzve a maszkos támadókat. A kaszinó tulajdonosa megbízza egy ellopott, gyémántokat tartalmazó csomag visszaszerzésével. A drágakövek tulajdonosa egy Duvalier nevű maffiafőnök, aki a gyémántok visszaszerzése után hálából meghívja Alexet egy vacsorára.
A partin Duvalier bemutatja Alexnek legjobb harcosát, egy Vadállat névre hallgató nagydarab és kegyetlen férfit és rá akarja venni Alexet a következő kumitén történő versenyzésre. Alex visszautasítja a pénzért való harcot, feldühítve a kapzsi Duvaliert. A gengszter egy bombával megöleti Alex mesterét, Sunt, hogy Alexet jobb belátásra térítse. Alex az előző részből megismert, befolyásos Leung segítségével rátalál egy sámánra, Macadóra. A korábbi kumitén bíróként résztvevő férfi – Sun bátyja és a Sun által használt vaskéz-technika ismerője – elvállalja Alex felkészítését a mérkőzésre, hogy a győzelemre legesélyesebbnek tartott Vadállat legyőzésével Alex keresztül húzhassa Duvalier számításait.
Duvalier időközben azonban Vadállatra tette fel az összes pénzét és mindent megtesz azért, hogy Alexet távol tartsa a kumitétől. Alexnek álruhában mégis sikerül bejutnia a versenyre és ellenfeleit legyőzve a döntőbe kerül. Bár Vadállat eleinte testi erejével és kitartásával legyőzhetetlennek tűnik és Alex súlyos verést kap tőle, a korábbi tréningre visszaemlékezve Alex végül kiüti ellenfelét. Úgy dönt, nem áll bosszút és öli meg a versenyen minden vagyonát elveszítő Duvaliert, mivel tudja, hogy ezzel nem hozhatja vissza Sunt.

## Szereplők
| Színész             | Szerep      | Magyar hang     |
| ------------------- | ----------- | --------------- |
| Daniel Bernhardt    | Alex Cardo  | Forgács Péter   |
| John Rhys-Davies    | Duvalier    | Ujlaki Dénes    |
| J.J. Perry          | J.J. Tucker |                 |
| James Hong          | Sun mester  |                 |
| Pat Morita          | David Leung | Wohlmuth István |
| Nicholas R. Oleson  | Vadállat    |                 |
| Amber van Lent      | Crystal     | Orosz Helga     |
| Uni Park            | Shari       |                 |
| Rajiv Chandrasekhar | Franco      | Földi Tamás     |
| Dava Schatz         | Jason Cardo | Előd Álmos      |
| Steven Ito          | Yoong       |                 |
| Hee Il Cho          | Macado      | Barbinek Péter  |

Hee Il Cho, Bernhardt taekwondo mestere az előző rész kisebb mellékszerepe után ebben a filmben fontosabb mellékszereplőként tér vissza.

## Kritikai visszhang
A The Action Elite weboldal kritikusa ötből három csillagra értékelte a filmet. Szerinte „a Véres játék 3. egy meglehetősen együgyű epizódja a [Véres játék] sorozatnak, de ez bizonyos értelemben még szórakoztatóbbá teszi azt; sok küzdelemmel, valamint egy remek főgonosszal és egy szimpatikus főszereplővel bír.”

## Fordítás
- Ez a szócikk részben vagy egészben  a   Bloodsport III című angol Wikipédia-szócikk fordításán alapul.  Az eredeti cikk szerkesztőit annak laptörténete sorolja fel. Ez a jelzés csupán a megfogalmazás eredetét és a szerzői jogokat jelzi, nem szolgál a cikkben szereplő információk forrásmegjelöléseként.